# بیستریتسه (ناحیه ییچین)
بیستریتسه (به چکی: Bystřice) یک منطقهٔ مسکونی در جمهوری چک است که در شهرستان ییچین واقع شده‌است.